# Vaslăuți, Zastavna
Vaslăuți (în ucraineană Васловівці, transliterat Vaslovivți și în germană Wasloutz) este un sat reședință de comună în raionul Zastavna din regiunea Cernăuți (Ucraina). Are 1,374 locuitori, preponderent  ucraineni (ruteni).
Satul este situat la o altitudine de 241 metri, în partea de centru-sud a raionului Zastavna.

## Istorie
Localitatea Vaslăuți a făcut parte încă de la înființare din regiunea istorică Bucovina a Principatului Moldovei. După anexarea Bucovinei de către Imperiul Habsburgic în anul 1775, localitatea Vaslăuți a făcut parte din Ducatul Bucovinei, guvernat de către austrieci, făcând parte din districtul Sadagura (în germană Sadagora). 
După Unirea Bucovinei cu România la 28 noiembrie 1918, satul Vaslăuți a făcut parte din componența României, în Plasa Prutului a județului Cernăuți. Pe atunci, majoritatea populației era formată din ucraineni, existând și o comunitate de români. 
Ca urmare a Pactului Ribbentrop-Molotov (1939), Bucovina de Nord a fost anexată de către URSS la 28 iunie 1940, reintrând în componența României în perioada 1941-1944. Apoi, Bucovina de Nord a fost reocupată de către URSS în anul 1944 și integrată în componența RSS Ucrainene. 
Începând din anul 1991, satul Vaslăuți face parte din raionul Zastavna al regiunii Cernăuți din cadrul Ucrainei independente. Conform recensământului din 1989, numărul locuitorilor care s-au declarat români plus moldoveni era de 4 (1+3), reprezentând 0,28% din populație . În prezent, satul are 1.374 locuitori, preponderent ucraineni.

## Demografie
Componența lingvistică a comunei Vaslăuți
     Ucraineană (99,85%)
     Alte limbi (0,15%)
Conform recensământului din 2001, majoritatea populației comunei Vaslăuți era vorbitoare de ucraineană (99,85%), existând în minoritate și vorbitori de alte limbi.
1989: 1.448 (recensământ)
2007: 1.374 (estimare)

### Recensământul din 1930
Componența etnică a comunei Vaslăuți (județul Cernăuți)
     Români (1,09%)
     Ruteni (94,61%)
     Evrei (1,25%)
     Ruși (1,54%)
     Polonezi (1,01%)
     Germani (0,5%)
Componența confesională a comunei Vaslăuți
     Ortodocși (96,8%)
     Romano-catolici (1,37%)
     Mozaici (1,25%)
     Altă religie (0,58%)
Conform recensământului efectuat în 1930, populația comunei Vaslăuți se ridica la 2.469 locuitori. Majoritatea locuitorilor erau ruteni (94,61%), cu o minoritate de români (1,09%), una de evrei (1,25%), una de polonezi (1,01%), una de ruși (1,54%) și una de germani (0,5%). Din punct de vedere confesional, majoritatea locuitorilor erau ortodocși (96,80%), dar existau și mozaici (1,25%) și romano-catolici (1,37%). Alte persoane au declarat: evanghelici\luterani (7 persoane) și greco-catolici (7 persoane).

## Personalități

Bust al Mitropolitului Eugenie Hacman în Vaslăuți

- Eugenie Hacman (1793-1873) - episcop ortodox al Bucovinei (1835-1873) și primul mitropolit ortodox al Bucovinei și Dalmației (1873)
- Alexandru Voevidca (1862-1931) - folclorist și muzicolog român, dirijor de cor și orchestră din zona Bucovinei

## Turism
Satul Vaslăuți este locul de naștere a primului mitropolit ortodox al Bucovinei, Eugenie Hacman (1793-1873). Datorită strădaniilor sale, o biserică autonomă bucovineană a existat timp de 70 de ani până la ocuparea Bucovinei de Nord de către URSS. Cu binecuvântarea sa, a fost construită p catedrală și o reședință mitropolitană în orașul Cernăuți. Satul este renumit și prin prezența aici a Piscului Berda, care este cel mai înalt loc nu doar de pe dealurile Hotinului, dar și din întreaga Câmpie a Europei de Est .